# Company of Heroes
Company of Heroes — відеогра, стратегія в реальному часі, розроблена Relic Entertainment. Вперше видана THQ 12 вересня 2006 року для Windows і в 2012 році для macOS. Company of Heroes стала першим проектом під лейблом Games for Windows.
Гру присвячено Другій світовій війні, зокрема боротьбі військ США проти сил Вермахту в Європі впродовж 1944 року.

## Ігровий процес

База і війська США

### Основи
Гравець керує розвитком бази і військами кількох фракцій союзників та Осі часів Другої світової війни з метою захопити територію та перемогти противника. На початку дається штаб, загін інженерних військ і запас ресурсів для розбудови бази і найму нових бійців. Місцевість поділена на зони, кожна з яких має контрольну точку. Той, хто захоплює точку, отримує зону в своє володіння, притік ресурсів і збільшення ліміту військ. Кожна сторона в грі може розвиватися за кількома доктринами, що визначає доступні бойові одиниці (юніти) та спеціальні можливості.

### База і війська
Стандартно база складається зі штабу, казарм, цехів та оборонних споруд на кшталт вогневих точок, мін чи загороджень із мішків з піском. Для її розбудови, найму і вдосконалення військ необхідні ресурси: особовий склад, боєприпаси та паливо. Кожна з контрольних точок на карті приносить якийсь вид ресурсів. Суміжні захоплені території формують лінії постачання. Навіть якщо територія захоплена, але не межує з іншими володіннями гравця, ресурси від неї не надходять на базу.
Війська поділяються на піхоту (інженерні війська, стрільці, мінометники, снайпери тощо), мототехніку (мотицикли, автомобілі, бронеавтомобілі) та танки. Лише піхотинці можуть захоплювати контрольні точки й ховатися у спорудах. Вони володіють запасом здоров'я і бойового духу де перший визначає здатність до витримування атак, а другий — ефективність бою. Загони з низьким бойовим духом, наприклад, пригнічені шквальним вогнем, втрачають швидкість, скорострільність, і можуть тимчасово вийти з-під контролю гравця. Гравець може видавати бійцям різну зброю, що лишається на полі бою після їх загибелі та може бути взята іншими бійцями. Аналогічно піхотинці здатні займати протитанкові гармати, станкові кулемети і міномети. Бойові одиниці мають три рівні ветеранства, з якими зростає скорострільність, забійність, швидкість руху, запас здоров'я, броня або дальність огляду бойової. Зростання рангу ветеранства набирається за знищення ворожих юнітів у США і певну плату у Вермахту. Загони здатні поповнюватися за витрату особового складу поблизу бараків, шпиталів чи медичних автівок.
Залежно від типу місцевості, існують різної ефективності укриття. Інженерні війська зводять додаткові укриття з мішків із піском. Руїни бази та остови техніки можуть слугувати укриттям так само, як і елементи ландшафту чи будівлі.
Під час сутичок накопичуються очки підтримки, за які обирається доктрина і конкретні додаткові можливості в її рамках. Використання таких можливостей, наприклад, висадки підкріплень чи артилерійського обстрілу, вимагає витрати ресурсів.

### Фракції
США — збройні сили США часів Другої світової війни. Збалансована фракція з типовим для стратегій в реальному часі ігровим процесом. Має порівну бойових одиниць кожного виду, порівняно слабку, але наділену високим бойовим духом піхоту, ефективну техніку та дешеві, однак вразливі оборонні споруди. Має доктрини піхотної кампанії (призов підкріплень та оборона), авіаційної (десантування підкріплень в будь-яку точку й миттєві атаки) та бронетанкової (різноманітні бонуси техніці).
Основні війська: Загін інженерів (озброєні автоматами M3), Загін стрільців (озброєні гвинтівками M1 Garand і карабіном M1), Обслуга кулемета Browning M1917, Обслуга міномета M2, Снайпер (озброєний гвинтівкою M1903A4 Springfield), Протитанкова гармата M1, Джип Willys MB, Напівгусеничний автомобіль M3, Бронеавтомобіль M8 Greyhound, Бронеавтомобіль T17, Винищувач танків M10, Танк M4 Sherman, Вогнеметний танк M4 Crocodile Sherman.
Велика Британія — відображає Велику Британію, коли вона приєднується до боротьби з нацистами у Європі. Британія зосереджена на захопленні та утриманні територій, для чого має широкий вибір оборонних споруд, але обмаль піхоти й техніки. Її бази представлені не стаціонарними будівлями, а автомобілями, що можуть за потреби переїжджати з місця на місце. В той же час вони дуже вразливі під час руху, а замовлення військ у них можливе тільки під час зупинки. Війська не заробляють досвіду, натомість отримують бонуси поблизу командних юнітів. Має доктрини артилерійської підтримки (різні типи артилерійських ударів), командос (елітні війська і розвідка) та інженерії (посилена техніка).
Основні війська: Загін піхотинців (озброєні гвинтівками Lee-Enfield SMLE № 4), Загін саперів (озброєні Lee-Enfield Mk III), Бронетранспортер Bren Carrier, Легкий танк M3 Stuart, Бронетранспортер Kangaroo, Бронеавтомобіль Staghound, Танк Mk.VIII Cromwell, Танк Sherman Firefly.
Вермахт — збройні сили Третього рейху, вирізняються широким вибором потужних бойових одиниць, але їхні ролі задані жорсткіше, ніж у інших фракцій. Як наслідок, Вермахт покладається на злагоджену діяльність різних родів військ, яка при порушенні загрожує всій стратегії. Вермахт з оборонних споруд має лише бункер, який втім вирізняється міцністю. Війська не заробляють досвіду, а збільшують свої характеристики та отримують нові можливості за певну плату. Користується доктринами: терору (посилення своїх піхотинців і залякування ворожих), бліцкригу (призов підкріплень) і оборони (вдосконалення для контролю територій).
Основні війська: Вольксгренадери (озброєні гвинтівками Karabiner 98 Kurz і автоматом Sturmgewehr 44), Гренадери (таке ж озброєння), Кавалери лицарського хреста (озброєні автоматом Sturmgewehr 44), Загін піонерів (озброєні автоматами MP40), Загін кулеметників MG42, Обслуга міномета Gr.34, Снайпер (зброя не вказана, за виглядом гвинтівка G43), Офіцер (озброєний пістолетом Luger), Обслуга реактивного міномета Nebelwerfer 41, Мотоцикл BMW R75 (стрілець озброєний MG42), Плавучий автомобіль Schwimmwagen Type 166, Самохідна міна «Ґоліят», Бронетранспортер SdKfz 234, Напівгусеничний бронетранспортер SdKfz 251, САУ Geschutzwagen, Протитанкова гармата Pak 38, САУ StuG IV, Танк Panzer IV, ЗСУ Ostwind, Танк «Пантера».
Танкова еліта — окрема умовна фракція всередині Осі, що відповідає Ваффен-СС. Складається передусім з бронетехніки та покликана захистити Європу від визволення її союзниками. Відповідно акцент зроблено на утриманні захоплених територій. Має обмаль піхоти та оборонних споруд, але широкий вибір легкої та важкої бронетехніки. Досвід розподіляється між розміщеними неподалік одна від одної бойовими одиницями, що спонукає до формування груп. Коли юніт зростає в ранзі, гравець може обрати в якому напрямку його розвинути: атаці чи обороні. При цьому бонус оборони для піхоти виражається в зростанні стійкості до придушення вогнем, в для техніки — в швидкості руху. Доктрини включають «випалену землю» (артилерія і пастки), Люфтваффе (підтримка з повітря і протиповітряна оборона) та протитанкову тактику (протитанкове оснащення та польовий ремонт).
Основні війська: Панцергренадери (озброєні гвинтівками Karabiner 98 Kurz), Штурмові гренадери (озброєні автоматами Sturmgewehr 44), Загін протитанкових піхотинців (озброєні гранатометом Panzerschreck і гвинтівками Karabiner 98 Kurz), Напівгусеничний мотоцикл Kettenkrad, Плавучий автомобіль Schwimmwagen Type 128, Бронеавтомобіль SdKfz.221, Напівгусеничний бронетранспортер SdKfz 251, Напівгусеничний бронетранспортер SdKfz 250, Самохідний міномет SdKfz 250/7, Бронетранспортер SdKfz 250, Бронеавтомобіль SdKfz 222, Бронеавтомобіль SdKfz 250/10, Самохідна міна «Ґоліят», САУ Marder III, Танк Hotchkiss H35, Танк Panzer IV, Броньована інженерна машина Bergetiger, Танк «Пантера».

### Багатокористувацька гра
Багатокористувацька гра передбачає бої по локальній мережі або Інтернет від 2 до 8 учасників. Мета гри може полягати, на вибір, у знищенні бази противника, або наборі більшої кількості очок, які даються від захоплення ключових позицій.

## Кампанія
Кампанія відтворює основні битви сил США проти Вермахту. Зокрема: висадка в Нормандії, бої за Карантан, битва за Шербур, операція «Кобра», операція «Льєж» і Фалезька операція.

## Доповнення
- Opposing Fronts — випущене у вересні 2007 року, додає зміну дня і ночі, різну погоду (не мають впливу на ігровий процес), та дві нові кампанії: за Велику Британію та Танкову еліту.
- Tales of Valor — видане в квітні 2009, не потребує оригінальної гри. Додає нові кампанії за Танкову еліту, Велику Британію і США, а також по 2 нових бойових одиниці для кожної з фракцій.

## Оцінки й відгуки
| Агрегатор    | Оцінка  |
| ------------ | ------- |
| GameRankings | 93.82 % |
| Metacritic   | 93%     |

| Видання     | Оцінка |
| ----------- | ------ |
| 1Up.com     | A+     |
| Eurogamer   | 10/10  |
| GameSpot    | 9.0/10 |
| GameSpy     | [ 10 ] |
| GamesRadar+ | 10/10  |
| IGN         | 9.4/10 |

Company of Heroes здобула загальне визнання критиків, зібравши 93 бали зі 100 на агрегаторі Metacritic і 93,82 % на GameRankings.
Сайтом GameSpy було відзначено глибоку стратегію, дизайн, звук, штучний інтелект комп'ютерних противників і великий потенціал у багатокористувацьких баталіях. Зауважувалася обмеженість оригінальної гри в виборі фракцій, але відзначалося, що США і Вермахт у грі чудово репрезентують реальні американські та німецькі війська. Високо було оцінено доктрини, систему ветеранства, різну для обох початкових фракцій та унікальні особливості протиборчих сторін.
У рецензії Eurogamer зверталася увага на те як Company of Heroes завдяки реалістичним взаємодіям бойових одиниць робить цікавими банальні завдання кампанії. Похвали удостоїлася графіка вищого, ніж зазвичай у стратегіях, рівня.
IGN відзначався вдалий розвиток ідей ігрового процесу Warhammer 40,000: Dawn of War, а саме контроль території захопленням точок і поповнення загонів, при тому що попередня гра фантастична, а Company of Heroes історична. Важливим визначалася реальна основа завдань у кампанії, історична довідка про події. Схвалення отримав темп гри, де задля перемоги необхідно постійно захоплювати нові території з застосуванням гнучкої стратегії.